# Bela Vista do Paraíso
Bela Vista do Paraíso es un municipio brasileño del estado del Paraná, perteneciente a la Región Metropolitana de Londrina. Su población estimada en 2009 es de 15.496 habitantes. 

## Historia
La historia de Bella Vista Del Paraíso comienza a finales de los años 20, donde las tierras del actual municipio formaban parte de la gran hacienda Flora Arroyo Vermelho, propiedad de una Empresa Colonizadora. En 1928 la Empresa efectuó la subdivisión de sus tierras en parcelas menores con la expectativa de atraer compradores para el plantio del café. El emprendimiento fue de gran éxito y atrajo suficiente gente como para lograr las condiciones para la creación de un poblado. Fue elevado a la categoría de Municipio a través de la Ley n°2 del 10 de octubre de 1947, siendo separado de Sertanópolis el 14 de diciembre de 1953 a través de la Ley n°1.542. 